# Michael Silbereisen
Michael Silbereisen, geboren als Michael Hoppe, (* 9. Februar 1969 in Leipzig) ist ein deutscher Schauspieler.

## Leben
Silbereisen absolvierte von September 1990 bis Mai 1996 ein Schauspiel- und Gesangsstudium (als Bariton) an der Hochschule für Musik und Theater Felix Mendelssohn Bartholdy in Leipzig. Sein Bühnendebüt gab er in der Spielzeit 1995/96 am Theater Nordhausen als Scheuch, der Eiserne Holzfäller, in der Musical-Adaption Der Zauberer von Oss. Anschließend war er von 1996 bis 1999 festes Ensemblemitglied der Musikalischen Komödie der Oper Leipzig. Von 1996 bis 1998 absolvierte er parallel dazu ein Ergänzungsstudium im Bereich Musical an der Hochschule für Musik und Theater Leipzig. Seit 1999 ist er als freiberuflicher Schauspieler tätig. Von 2000 bis 2001 machte er ein Aufbaustudium an der Adolf-Grimme-Film-Akademie Leipzig.
Er ist seither hauptsächlich für Film und Fernsehen tätig. Seine Filmkarriere begann mit Kleinrollen in den Fernsehserien SOKO Leipzig (ab 2001), Tierärztin Dr. Mertens (2006) und den Fernsehfilmen Die Gipfelstürmerin (2007) und 12 heißt: Ich liebe dich (2007). Danach folgte eine Nebenrolle in dem Kinofilm Ein Teil von mir (2008). In dem Fernsehfilm Gegen den Strom aus der ZDF-Krimireihe Stubbe – Von Fall zu Fall (2010) spielte er den Dresdner Barkeeper Patrick Zühlke.
Silbereisen übernahm weiterhin hauptsächlich Episodenrollen in verschiedenen deutschen Fernsehserien. 
Zwischen 2002 und 2017 war er in insgesamt acht Folgen der ZDF-Krimiserie SOKO Leipzig in verschiedenen Episodenrollen zu sehen. Mehrere Auftritte hatte Silbereisen auch in der ZDF-Krimiserie SOKO Wismar, u. a. als ehemaliger Strafgefangener Winfried Larsen in der Folge Hundeleben (2006). In der ZDF-Krimiserie Die Rosenheim-Cops übernahm er zwei Episodenrollen, als Geschäftspartner einer Lichtstudio-Inhaberin in der Folge Tödliches Licht (2008) und als tatverdächtiger Fahrradkurier Winfried Schütz in der Folge Sport ist Mord (2011). In der 3. Staffel der ZDF-Krimiserie Notruf Hafenkante (2009) war er in einer Nebenrolle als Laborarzt Dr. Lindenbaum zu sehen. In SOKO – Der Prozess (2013), dem fünfteiligen Crossoverfilm zwischen den deutschen SOKO-Krimiserien 5113, Köln, Wismar, Stuttgart und Leipzig, spielte er im 3. Teil (SOKO Wismar) den tatverdächtigen Dachdeckermeister Falk Budnik, den Kunden einer ermordeten Prostituierten.
Silbereisen lebt in Wettin-Löbejün in Sachsen-Anhalt.

## Filmografie (Auswahl)
- 2005: SOKO Leipzig (Fernsehserie; Folge: Die weiße Frau)
- 2006: Tierärztin Dr. Mertens (Fernsehserie; Folge: Die Löwenmutter)
- 2006: SOKO Wismar (Fernsehserie; Folge: Hundeleben)
- 2007: Die Gipfelstürmerin (Fernsehfilm)
- 2007: 12 heißt: Ich liebe dich (Fernsehfilm)
- 2007: SOKO Wismar (Fernsehserie; Folge: Kochen, flirten, morden)
- 2008: Die Rosenheim-Cops (Fernsehserie; Folge: Tödliches Licht)
- 2008: Tatort: Ausweglos (Fernsehfilm)
- 2008: Ein Teil von mir (Kinofilm)
- 2009: SOKO Leipzig (Fernsehserie; Folge: Web-Spion)
- 2009: Notruf Hafenkante (Fernsehserie; Folge: Jasmins Fall)
- 2010: Stubbe – Von Fall zu Fall: Gegen den Strom (Fernsehfilm)
- 2011: SOKO Wismar (Fernsehserie; Folge: Lottokönig)
- 2011: Die Rosenheim-Cops (Fernsehserie; Folge: Sport ist Mord)
- 2013: SOKO – Der Prozess (Fernsehserie; Crossoverfilm)
- 2013: Notruf Hafenkante (Fernsehserie, Folge: Spätzünder)
- 2015: SOKO Leipzig (Fernsehserie; Folge: Bewegliche Ziele)
- 2016: SOKO Leipzig (Fernsehserie; Folge: Der Strahl)